# Momoe Yamaguchi
Momoe Yamaguchi (山口百恵, Yamaguchi Momoe), née à Tokyo le 17 janvier 1959, est une ex- chanteuse et actrice, populaire idole japonaise des années 1970.

## Biographie
Sa carrière s'étend de ses débuts en 1972, à l'âge de 13 ans, jusqu'en 1980, où elle se retira définitivement et au faîte de sa gloire pour épouser l'acteur Tomokazu Miura (ja) (三浦友和, Miura Tomokazu). Bien qu'elle ne se soit plus montrée officiellement en public depuis sa retraite, elle suscite encore l'intérêt des tabloïds japonais et des rumeurs de retour sont régulièrement diffusées. Une de ses chansons les plus célèbres, Ii Hi Tabidachi (いい日旅立ち) a notamment servi de publicité pour la compagnie ferroviaire japonaise Japan Rail (JR), et accueille encore aujourd'hui les passagers à bord des trains rapides Shinkansen.
Ses chansons sont encore reprises de nos jours, et deux CD d'hommages, Momoe Tribute — Thank you for..., ont paru au Japon en 2004 et 2005.

## Discographie
Albums
1. Yamaguchi Momoe's First Album Toshigoro (山口百恵ファーストアルバム　としごろ, Août 1973)
2. Yamaguchi Momoe's Second Album Aoi Kajitsu/Kinjirareta Asobi (山口百恵セカンドアルバム　青い果実／禁じられた遊び, dec 1973)
3. 15sai no Theme Momoe no Kisetsu (１５才のテーマ 百恵の季節, Avril 1974)
4. 15sai no Theme Hito Natsu no Keiken (１５才のテーマ ひと夏の経験, Août 1974)
5. 15sai (１５才, Décembre 1974)
6. 16sai no Theme (１６才のテーマ, Mai 1975)
7. Sasayaka na Yokubō (ささやかな欲望, Décembre 1975)
8. 17sai no Theme (１７才のテーマ, Avril 1976)
9. Yokosuka Story (横須賀ストーリー, Août 1976)
10. Pearl-Color ni Yurete (パールカラーにゆれて, Décembre 1976)
11. Momoe Hakusho (百恵白書, Mai 1977)
12. GOLDEN FLIGHT (Août 1977)
13. Hana Zakari (花ざかり, Décembre 1977)
14. COSMOS/Uchuu (ＣＯＳＭＯＳ／宇宙, Mai 1978)
15. Dramatic (ドラマチック, Septembre 1978)
16. Hatachi no Kinenbei Manjushaka (二十歳の記念碑 曼珠沙華, Décembre 1978)
17. A FACE IN THE VISION (Avril 1979)
18. L. A. Blue (Août 1979)
19. Haru Tsuge Dori (春告鳥, Février 1980)
20. Mobius's Game (メビウス・ゲーム, Mai 1980)
21. Phoenix Densetsu (不死鳥伝説, Août 1980)
22. This is My Trial (Octobre 1980)

Singles
1. Toshigoro (としごろ, Mai 1973)
2. Aoi Kajitsu (青い果実, Septembre 1973)
3. Kinjirareta Asobi (禁じられた遊び, Novembre 1973)
4. Haru Kaze no Itazura (春風のいたずら, Mars 1974)
5. Hito Natsu no Keiken (ひと夏の経験, Juin 1974)
6. Chippoke na Kanshō (ちっぽけな感傷, Septembre 1974)
7. Fuyu no Iro (冬の色, Décembre 1974)
8. Mizuumi no Kesshin (湖の決心, Mars 1975)
9. Natsu Hiraku Seishun (夏ひらく青春, Juin 1975)
10. Sasayaka na Yokubō (ささやかな欲望, Septembre 1975)
11. Shiroi Yakusoku (白い約束, Décembre 1975)
12. Ai ni Hashitte (愛に走って, Mars 1976)
13. Yokosuka Story (横須賀ストーリー, Juin 1976)
14. Pearl-Color ni Yurete (パールカラーにゆれて, Septembre 1976)
15. Akai Shōgeki (赤い衝撃, Novembre 1976)
16. Hatsukoi Sōshi (初恋草紙, Janvier 1977)
17. Yumesaki Annainin (夢先案内人, Avril 1977)
18. Imitation Gold (イミテイション・ゴールド, Juillet 1977)
19. Cosmos (秋桜, Octobre 1977)
20. Akai Kizuna (Red Sensation)(赤い絆 (レッド・センセーション), Décembre 1977)
21. Otomeza Kyū (乙女座宮, Février 1978)
22. Playback part 2 (プレイバックpart 2, Mai 1978)
23. Zettai Zetsumei (絶体絶命, Août 1978)
24. Ii Hi Tabidachi (いい日旅立ち, Novembre 1978)
25. Bi Silent (美・サイレント, Mars 1979)
26. Ai no Arashi (愛の嵐, Juin 1979)
27. Shinayaka ni Utatte (しなやかに歌って, Septembre 1979)
28. Aizenbashi (愛染橋, Décembre 1979)
29. Shanikusai (謝肉祭, Mars 1980)
30. Rock 'n' Roll Widow (ロックンロール・ウィドウ, Mai 1980)
31. Sayonara no Mukō Gawa (さよならの向う側, Août 1980)
32. Ichie (一恵, Novembre 1980)

## Filmographie
- 1976 : Le Vent s'est levé (風立ちぬ, Kaze tachinu?) de Mitsuo Wakasugi
- 1976 : Shunkinshō (春琴抄?) de Katsumi Nishikawa : Okoto/Shunkin
- 1980 : L'Ancienne Capitale (古都, Koto?) de Kon Ichikawa